# سطح‌نشین اروپا (ناسا)
سطح‌نشین اروپا مأموریت اخترزیست‌شناسی پیشنهادی توسط ناسا به اروپا، یکی از اقمار یخی مشتری، است. در صورت تأمین اعتبار و توسعه به عنوان یکی از ماموریت‌های برنامه فلگ‌شیپ، در سال ۲۰۲۵ و برای تکمیل مطالعات انجام شده توسط مدارگرد اروپا کلیپر و همچنین انجام تجزیه و تحلیل در محل، ارسال خواهد شد.
اهداف این مأموریت جستجو برای علامت‌های زیستی در سطح زیرین ۱۰ سانتی‌متری، توصیف ترکیب مواد غیر یخی نزدیک به سطح زیر قمر و تعیین نزدیکی آب مایع و مواد اخیراً فوران شده در نزدیکی محل فرود است.